# Сан-Паоло-делла-Кроче-а-Корвиале (титулярная церковь)
Титулярная церковь Сан-Паоло-делла-Кроче-а-Корвиале (лат. Titulus Sancti Pauli a Cruce in “Corviale”) — титулярная церковь была создана Папой Иоанном Павлом II в 1985 году. Титул принадлежит церкви Сан-Паоло-делла-Кроче-а-Корвиале, расположенной в городской зоне Рима Корвиале, на виа Поджо Верде 319.

## Список кардиналов-священников титулярной церкви Сан-Паоло-делла-Кроче-а-Корвиале
- Луи-Альбер Вашон — (25 мая 1985 — 29 сентября 2006, до смерти);
- Освальд Грасиас — (24 ноября 2007 — по настоящее время).